# Sestrica Mala
Koordinati:   43°40′04″N, 15°48′38″E
Sestrica Mala je majhen nenaseljen otoček v srednji Dalmaciji (Hrvaška).
Sestrica Mala leži okoli 3 km jugozahodnono od Zlarina in okoli 1,2 km jugovzhodno od Sestrice Vele. Površina otočka meri 0,163 km². Dolžina obalnega pasu je 1,47 km. Najvišji vrh je visok 46 mnm.